# Mistrzostwa Świata w Pięcioboju Nowoczesnym 1963
Mistrzostwa Świata w Pięcioboju Nowoczesnym 1963 – 12. edycja mistrzostw odbyła się w Magglingen, Szwajcaria.

## Klasyfikacja medalowa
| Lp. | Państwo           | złoto | srebro | brąz | Razem |
| --- | ----------------- | ----- | ------ | ---- | ----- |
| 1   | Węgry             | 2     | 1      | -    | 3     |
| 2   | ZSRR              | -     | 1      | 1    | 2     |
| 3   | Stany Zjednoczone | -     | -      | 1    | 1     |

## Medaliści

### Mężczyźni
| Złoto                                              | Srebro                                                  | Brąz                                                          |
| Indywidualnie                                      |                                                         |                                                               |
| András Balczó                                      | Ferenc Török                                            | Igor Nowikow                                                  |
| Drużynowo                                          |                                                         |                                                               |
| Węgry · Ferenc Török · István Móna · András Balczó | ZSRR · Albiert Mokiejew · Pawieł Ledniow · Igor Nowikow | Stany Zjednoczone · Robert Miller · James Moore · Paul Pesthy |